# Abai György
Abai György (Budapest, 1925. szeptember 19. – Budapest, 1974. december 25.) építőmérnök.

## Életpályája
1953-ban szerzett oklevelet a Budapesti Műszaki Egyetemen. 1955-től a Fővárosi Tanács munkatársa, 1972-től az építészeti osztályt vezette.
Része volt a budapesti főútvonalak egységes kialakításának koncepciójában, a fővárosi közvilágítás korszerűsítésének (neonosítás) és díszkivilágításának előkészítő munkájában, a nagy forgalmú csomópontok (Erzsébet híd, Déli pályaudvar környéke, Baross tér) városépítészeti kialakításában. Közel ötven szakcikk szerzője.